# Németh Ádám
Németh Ádám (Budapest, 1982. november 28. –) magyar labdarúgó-játékvezető. Polgári foglalkozása nevelőtanár (Rózsák teri Evangélikus Középiskolai Kollégium) és egyházjogász. Édesanyja Némethné Pécsi Krisztina, aki Táncsics Mihály-díjas magyar szerkesztő, riporter.  Testvére Gaál Bence, aki szintén országos játékvezető volt.

## Pályafutása

### Nemzeti játékvezetés
A játékvezetői vizsgát 1998-ban tette le, ezt követően a megyei labdarúgó-bajnokságban szerzett tapasztalatokat. A FIFA által támogatott utánpótlás program, a Talent egyik kiemelt sportembere. Mentorai korábbi NB I-es játékvezetők, Ádám Mihály és Szabó János. 2002-ben lett Pest megyei I., 2003-ban NB III-as játékvezető. Az ebben az osztályban eltöltött idő utolsó évében felterjesztették országos utánpótlás keretbe. Sportvezetői javaslatára 2007-ben NB II-es, országos kerettag lett. Kiegyensúlyozott szakmai tevékenységének eredményeként 2008-ban, az Nyíregyháza–Tatabánya NB I-es bajnoki mérkőzéssel debütált a bajnokságban. 2013. júniusi ülésén az MLSZ elfogadta a professzionista játékvezetői foglalkoztatást. A kijelölt játékvezetőkkel 3 éves szerződést kötöttek. Magyarországon az első 12 hivatásos játékvezető tagja.  2016. nyarán kikerült a profi keretből.
NB I-es mérkőzéseinek száma 115 (2020).
NB II-es mérkőzéseinek száma 118 (2020)
2011-es magyar labdarúgó-ligakupa-döntő Paks - Debrecen  második mérkőzés játékvezetője.
2011 szeptemberében Nyonban az UEFA Játékvezető Kiválósági Központjában (CORE) szervezett tanfolyamon és felmérésen vett részt. 2012. tavaszán újabb felméréseket és teszteket teljesítve UEFA diplomát vehetett át.
2012–2014 között FIFA játékvezető

## Külső hivatkozások
- Németh Ádám. pmlszjb.hu. (Hozzáférés: 2013. július 16.)
- Németh Ádám. focibiro.hu (Hozzáférés: 2020. július 19.)